# Peter Pan (filme de 2003)
Peter Pan (bra/prt: Peter Pan) é um filme britano-estadunidense de 2003, dos gêneros fantasia, aventura e romance, dirigido por P. J. Hogan, com roteiro dele e de Michael Goldenberg baseado na peça teatral Peter Pan, de James Matthew Barrie.

## Sinopse
Peter Pan é um menino que nunca cresce. Ele vive na Terra do Nunca, juntamente com os Meninos Perdidos (garotos que caíram do carrinho quando a babá se descuidou) e a fada Sininho, sua amiga. Certa noite, Peter Pan visita a casa dos Darling para ouvir mais histórias contadas por Wendy Darling, e acaba por convencê-la, juntamente com seus irmãos João e Miguel, a viajarem com ele para a Terra do Nunca. Então tem início a aventura de Peter e seus amigos, passando por várias aventuras, lutando contra o ferrenho inimigo de Peter, Capitão Gancho, incluindo ainda a descoberta do amor (até então desconhecido a Peter).

## Elenco
| Ator ou atriz      | Personagem                     |
| ------------------ | ------------------------------ |
| Jeremy Sumpter     | Peter Pan                      |
| Rachel Hurd-Wood   | Wendy Moira Angela Darling     |
| Jason Isaacs       | George Darling/Capitão Gancho  |
| Richard Briers     | Smee                           |
| Harry Newell       | John Darling                   |
| Freddie Popplewell | Michael Darling                |
| Ludivine Sagnier   | Fada Sininho (Tinkerbell)      |
| Theodore Chester   | Slightly                       |
| Rupert Simonian    | Tootles                        |
| George MacKay      | Curly                          |
| Harry Eden         | Nibs                           |
| Patrick Gooch      | Gêmeo 1                        |
| Lachlan Gooch      | Gêmeo 2                        |
| Carsen Gray        | Princesa Tigrinha (Tiger Lily) |
| Lynn Redgrave      | Tia Millicent                  |

## Recepção
No site agregador de críticas Rotten Tomatoes, 77% das 141 resenhas dos críticos são positivas. O consenso diz: "Sólido se longe de definitivo, esta versão de Peter Pan é visualmente impressionante, psicologicamente complexo e fiél à sua fonte original".